# Figueiró
Figueiró is een plaats (freguesia) in de Portugese gemeente Paços de Ferreira en telt 2286 inwoners (2001).